# San F. Yezerskiy
San F. Yezerskiy is het pseudoniem van columnist Sander Vanhellemont  (Leuven, 28 april 1983), die ook als grafisch kunstenaar actief is met linodrukken, gouaches en cartoons. In 2013 won hij de Grote Prijs Jan Wauters.

## Levensloop
San F. Yezerskiy studeerde Communicatiewetenschap aan de Katholieke Universiteit Leuven, waar hij in 2006 afstudeerde met een thesis over Politieke bioscoopdocumentaires in de Verenigde Staten sinds de jaren negentig, over de films van onder meer Michael Moore, Errol Morris en Robert Greenwald . Na zijn studies begon hij te werken voor het Vlaams Audiovisueel Fonds, waar hij projectmanager is voor FilmLab en Korte Fictie.

### Publicaties

#### De Rode Duivels
In 1997, in het prille begin van het internettijdperk, zette de toen 14-jarige Sander Vanhellemont zijn eerste stappen in de wereld van de media toen hij een niet-officiële website creëerde over het Belgische voetbalelftal de Rode Duivels . Hoewel de Koninklijke Belgische Voetbalbond toen zelf nog geen website had, werd toch druk uitgeoefend op de jonge starter om er mee te stoppen door hem te verbieden om de naam Rode Duivels te gebruiken en door portretrecht te eisen. Uiteindelijk was het niet deze druk, maar wel onvrede met het beleid van bondscoach Georges Leekens dat het einde van de website inluidde.

#### Columns
In 2007 startte Sander Vanhellemont met het schrijven van colums op de website San F. Yezerskiy, waarvoor hij de ondertitel op de oppositiebanken van uw hart bedacht .
Zijn schrijfsels werden opgemerkt door andere media, zodat hij in 2009 en 2010 elke zondagavond te horen was in het Radio 1-programma Het Laatste Uur van radiomaker Koen Fillet. Tegelijk begon hij bijdragen te leveren aan Vlaamse nieuwsmedia met een reeks columns voor de toen pas opgerichte nieuwssite Apache. Daarna schreef hij regelmatig columns voor Deredactie.be, de nieuwswebsite van de VRT en voor de Belgische kranten De Standaard en De Morgen. Voor deze laatste had hij van april 2013 tot april 2014 ook een wisselcolumn met Norah Karrouche .
Sinds 2012 verzorgde hij ook regelmatig Het Middagjournaal, een onderdeel van het Radio 1-programma Nieuwe Feiten van presentator Lieven Vandenhaute .

#### Grote Prijs Jan Wauters
Omwille van deze colums werd Yezerskiy in 2011 een eerste keer genomineerd voor de allereerste Grote Prijs Jan Wauters, een jaarlijkse prijs voor uitmuntendheid in de Nederlandse taal van Deredactie.be. De prijs wordt uitgereikt aan «mediapersonen die creatief en uitmuntend taalgebruik toepassen»; en is genoemd naar wijlen VRT-journalist Jan Wauters, die bekend stond voor zijn virtuoos taalgebruik. De andere genomineerden waren Ruth Joos, An Olaerts, Peter Vandenbempt en Stijn Tormans, die de prijs won.
In 2013 werd Yezerskiy een tweede keer genomineerd, samen met Celia Ledoux, Bart Stouten, Annelies Van Herck en Tom De Cock. Deze keer werd hij laureaat . Hij ontving de prijs uit handen van Thérèse Wauters, die hem omschreef als «iemand die excelleert in het gebruik van Nederlands op verschillende plekken, in teksten voor kranten, tijdschriften en internet, maar ook voor radioprogramma's en zelfs op plekken waar de gemiddelde taalgebruiker niet zo let op zijn woorden».

#### Hard Gras
In 2016 werd San F. Yezerskiy aangezocht door het Nederlandse voetbaltijdschrift Hard Gras onder redactie van Henk Spaan, Matthijs van Nieuwkerk en Hugo Borst om de openingsbijdrage te schrijven voor een speciaal Belgiënummer naar aanleiding van het Europees kampioenschap voetbal 2016 in Frankrijk. Het werd een opgemerkte bijdrage naar aanleiding van de controverse die ontstaan was omdat Eden Hazard aanvoerder was geworden van de Rode Duivels. Andere bijdragen in dit nummer kwamen van onder meer Filip Joos, Joost Vandecasteele en Herman Brusselmans.

#### Een instabiel idee
In 2017 publiceerde San F. Yezerskiy, samen met dichter Geert Simonis, de bundel Een Instabiel Idee, een doorlopend verhaal in 36 collages. Vorm en inhoud komen nadrukkelijk samen terwijl het hoofdpersonage een nieuw leven probeert samen te stellen uit de scherven van wat er niet zo lang geleden nog was..

### Grafisch werk

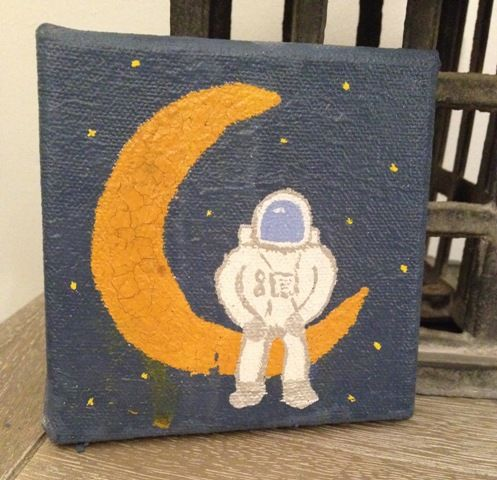
De Astronaut, San F. Yezerskiy (2012)

In de ochtend van 1 oktober 2012 merkten de bewoners en bezoekers van Leuven dat er op verschillende plaatsen van de stad kleine schilderwerken van astronauten waren opgehangen. Over de oorsprong ervan werden de hele dag gissingen gemaakt, maar later werd duidelijk dat het om gouaches van San F. Yezerski ging, die hij 's nachts had opgehangen met de bedoeling dat ze minstens vierentwintig uur te zien zouden zijn. Ze vormden het sluitstuk van zijn project Ik ben een astronaut, lief. De meeste schilderijtjes werden reeds binnen de verhoopte vierentwintig uur door voorbijgangers meegenomen.
Ondertussen was San F. Yezerskiy ook beginnen experimenteren met Wrijfletters, een collageproject dat hij afrondde met een live performance tijdens de Boekenbeurs in Antwerpen in november 2012. Later begon hij zich te specialiseren in het maken van linodrukken.

## Publicaties
- Hazard Eraf! Aanvoerder van het verkeerde land, in Hard Gras, nr. 108, juni 2016 (Ambo/Anthos uitgevers)
- Een zwaluw in Barcelona, in Puskàs, voetbalverhalen, nr. 4, april, mei, juni 2017 (Cascade)
- Een instabiel idee, in samenwerking met Geert Simonis, juni 2019 (in eigen beheer)

## Prijzen
- 2011 - Grote Prijs Jan Wauters, genomineerd
- 2013 - Grote Prijs Jan Wauters, laureaat